# Caos (película de 2006)
Caos (en inglés Chaos) es una película estadounidense de suspense, de 2005, dirigida por Tony Giglio y protagonizada por Jason Statham, Ryan Phillippe y Wesley Snipes.

## Sinopsis
Todo empieza con un atraco a un banco, encabezado por Lorenz (Wesley Snipes). Éste exige que se ponga como negociador al detective Quentin Conners (Jason Statham). A Quentin lo habían expulsado del cuerpo tras perder un rehén en una de sus anteriores misiones. Tras varios intentos de negociación se desata un tiroteo entre la policía y los atracadores, consiguiendo huir estos últimos. Poco después se darán cuenta de que no habían robado el efectivo del banco, en cambio lo que hicieron fue introducir un virus en una de las computadoras para de esta forma desviar poco dinero de muchas cuentas y desviarlo a muchas otras cuentas falsas para no activar las alarmas.

## Reparto
- Jason Statham
- Ryan Phillippe
- Wesley Snipes
- Henry Czerny
- Nicholas Lea
- Jessica Steen

- Datos: Q1062533